# Kalciumoxalat
Kalciumoxalat är ett salt av kalcium- och oxalatjoner med molekylformeln CaC2O4. Det bildar svårlösliga nålformade kristaller som förekommer i vissa Dieffenbachia-arters celler. Eftersom oxalater är giftiga leder förtäring av Dieffenbachia till svullnad och bedövning i munnen. Kalciumoxalat förekommer också i mindre mängd i rabarberblad, Oxalis-växter och agave, samt i små mängder även i spenat. Vid ölbryggning kan utfällningar av kalciumoxalat bildas på insidan av de kärl som används.
Stenar i njurar och urinblåsa består ofta av kalciumoxalat. 

## Se även

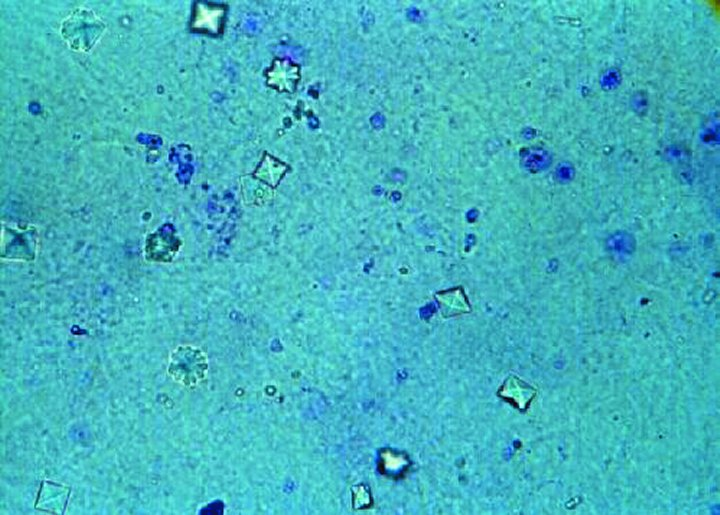
Kristaller av kalciumoxalat i urin.
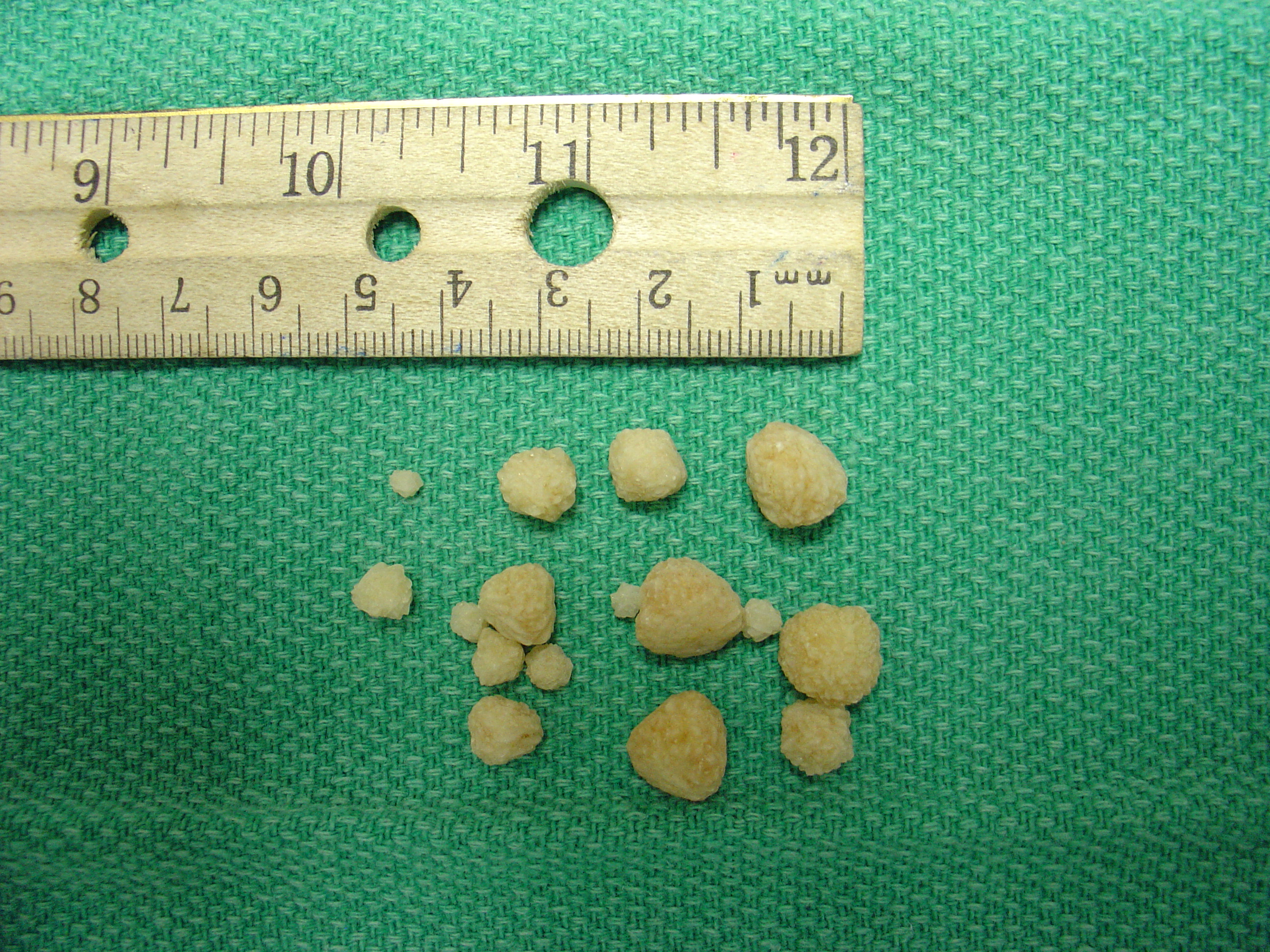
Njurstenar består till stor del av kalciumoxalat.